# Bunny chef d'orchestre
Pour plus de détails, voir Fiche technique et Distribution.
Bunny chef d'orchestre (Baton Bunny) est un dessin animé de la série Looney Tunes de Warner Bros. Cartoons, avec Bugs Bunny, sorti le 10 janvier 1959.

## Synopsis
Bugs Bunny qui dirige un orchestre est dérangé par une mouche, pendant qu'il dirige, et en partie, joue l'ouverture de Matin, midi, et soir à Vienne, une composition de Franz von Suppé. 

## Autour du film
Bien que Mel Blanc soit crédité pour la VO, il n'y a vraiment pas de dialogue dans le court métrage, le seul effet vocal fait est celui d'un spectateur en train de tousser. Bunny chef d'orchestre est le deuxième et dernier cartoon de Bugs Bunny (l'autre étant Le Rendez-vous des mélomanes) où ce dernier est silencieux. Ou, presque silencieux : à un moment, il tente de faire taire l'orchestre en disant « chut ».

## Distribution

### Édition française
En VO, le seul effet vocal est celui de l'asthmatique, effectué par Mel Blanc. En VF, Michel Mella s'occupe des traductions anglais-français (sauf lorsque Bugs montre aux videurs un panneau marqué Sortez-moi cet asthmatique où Gérard Surugue, la VF du lapin, s'y colle pour la traduction).

## Éditions home vidéo

### DVD
Bunny chef d'orchestre est inclus dans le disque 3 du volume 1 de la Looney Tunes Golden Collection, ainsi que dans le volume 1 de Looney Tunes : Tes héros préférés 